# Яков бен-Махир ибн-Тиббон
Яков бен-Махир ибн-Тиббон, по прозвищу Дон Профиат; также известный как Профаций Иудей (лат. Profatius Judaeus; 1236—1304), — провансальский (позднее Южная Франция) астроном и врач, декан медицинского факультета в Монпелье.

## Биография
Внук Самуила ибн-Тиббона; родился в Марселе ок. 1236 года. Его провансальское имя было Дон Профиат Тиббон (Don Profiаt Tibbоп).
Латинские авторы называли его Профаций Иудей (Profatius Judaeus). Его труды, переведённые на латинский язык, цитировались Коперником, Рейнгольдом и Клавиусом. Ибн-Тиббон пользовался также громкой репутацией в качестве врача и, согласно Жану Астрюку, состоял профессором медицинского факультета в Монпелье.
В борьбе маймонистов с антимаймонистами защищал первых против нападок последних в лице Аббы-Мари и его партии; благодаря ему еврейская община Монпелье горячо вступилась за приверженцев философии.
Умер в Монпелье ок. 1304 года.

## Труды
Составил описание квадранта (Париж, Нац. библ., рук. № 1054) в 16 главах (в последних указано, как надо строить этот инструмент) и астрономические таблицы, начиная с 1 марта 1300 года (Мюнхен, рук. № 343, 26); эти таблицы были переведены на латинский язык и пользовались большой известностью.
Перевёл на еврейский язык много арабских научных и философских трудов Аверроэса, Газали, Исаака ибн-Хунейна и др., а также сочинения Евклида с арабского перевода («Начала» и «Данные», пo-евр. «Sefer ha-Mattanoth»), Автолика, Менелая из Александрии, компендиум «Альмагеста» Птолемея и др.